# ウィリアム・キャグニー
ウィリアム・キャグニー（William Cagney、1904年3月26日 - 1988年1月3日）は、アメリカ合衆国の映画プロデューサー。
兄は俳優のジェームズ・キャグニー。妹は女優のジーン・キャグニー。

## 作品
- 午後の喇叭
- 勇者のみ
- 明日に別れの接吻を
- 東京スパイ大作戦
- キャグニイの新聞記者
- 空軍の暴れん坊
- ヤンキー・ドゥードゥル・ダンディ
- 熱帯